# Alexander Winkler
Alexander Winkler (* 26. Januar 1992 in München) ist ein deutscher Fußballspieler.

## Karriere
Winkler begann beim Münchner Stadtteilklub SpVgg Feldmoching mit dem Fußballspielen und wurde dann bis zum Jahr 2007 beim FC Bayern München ausgebildet. Als 15-Jähriger wechselte er ins Münchner Umland zur SpVgg Unterhaching. Dort war er für die B- sowie die A-Jugend aktiv und kam am 10. Oktober 2010 in der fünftklassigen Bayernliga und somit erstmals im Herrenbereich zum Einsatz. Eine zweite Berufung in die zweite Mannschaft, wieder über 90 Minuten, folgte im Frühjahr 2011.
Vor Beginn der Saison 2011/12 wurde Winklers Vertrag um zwei Jahre verlängert und es folgte der Schritt in den Kader der ersten Mannschaft. Eigentlich war Winkler dort vorerst nur als Ersatz vorgesehen, während er parallel noch in der Bayernliga-Mannschaft eingesetzt wurde. Am 3. Spieltag zog sich jedoch Innenverteidiger und Kapitän Jonas Hummels einen Kreuzbandriss zu und Winkler ersetzte ihn in vier Partien. Ab März 2012 fiel der Verteidiger aufgrund einer Meniskusverletzung aus und lief in der Folge nicht mehr für die Profis auf.
Im Sommer 2013 wechselte Winkler, dessen Vertrag nicht verlängert worden war, zum SV Wacker Burghausen, für dessen zweite Mannschaft er 23 Bayernligapartien bestritt, bis am Saisonende die Abmeldung vom Spielbetrieb folgte. Nach einem mäßig erfolgreichen Jahr bei der SpVgg Neckarelz kehrte der Verteidiger 2015 zur mittlerweile in die Regionalliga abgestiegenen SpVgg Unterhaching zurück. Dort konnte er sich als Stammspieler etablieren und stieg hinter Josef Welzmüller und Ulrich Taffertshofer zum stellvertretenden Kapitän auf. Im Frühjahr 2017 gelang ihm mit dem Klub als Meister die Rückkehr in die 3. Liga. In der Folge behielt der Münchner seinen Stammplatz, führte das Team gelegentlich als Spielführer an und hielt mit ihm stets die Klasse.
Zur Saison 2020/21 wechselte Winkler ablösefrei zum 1. FC Kaiserslautern, bei dem er einen bis Juni 2022 laufenden Vertrag erhielt. Kurz vor Saisonbeginn zog sich Winkler im Training einen Rippenbruch zu und fiel knapp zwei Monate aus. Danach stand er in einigen Spielen in der Startelf, wurde aber in den letzten Saisonspielen nicht mehr berücksichtigt. In der Sommerpause plante der FCK, Winkler zu verkaufen. Letztlich kam es aber zu keinem Transfer. Winkler setzte sich dennoch noch einmal beim FCK durch und war in der Saison 2021/22, die mit dem Aufstieg in die 2. Bundesliga endete, meist in einer Dreierkette zusammen mit Kevin Kraus und Boris Tomiak gesetzt. Nach der Saison wurde sein auslaufender Vertrag nicht verlängert.
Nach einem halben Jahr Vereinslosigkeit schloss er sich Anfang Januar 2023 dem Halleschen FC in der 3. Liga an und unterschrieb einen Vertrag bis Juni 2024. Er verlor dort seinen anfänglichen Stammplatz nach einigen Spielen und im Juli 2023 wurde der Vertrag bereits wieder aufgelöst. Kurz darauf ging er zu Neuchâtel Xamax in die Schweizer Challenge League. Für den Verein bestritt er 27 Ligaspiele, ehe er ihn im Sommer 2024 wieder verließ. Im Januar 2025 schloss er sich den Würzburger Kickers aus der Regionalliga Bayern an. In Würzburg kam Winkler in zehn Ligaspielen zum Einsatz und erzielte drei Tore. Nach Beginn der Saison 2025/26 kehrte er Anfang August zur SpVgg Unterhaching zurück.

## Erfolge
SpVgg Unterhaching
- Meister der Regionalliga Bayern und Aufstieg in die 3. Liga: 2017